# Pala di San Zaccaria
La Pala di San Zaccaria è un dipinto a olio su tavola riportata su tela (402x273 cm) di Giovanni Bellini, firmato e datato 1505, e conservato nella chiesa di San Zaccaria a Venezia.

## Storia
Carlo Ridolfi nel 1648 ricordò ne Le Maraviglie dell'arte la grande pala come commissionata in memoria di Pietro Cappello e come tenuta in grande considerazione quale "una delle più belle e delicate dell'autore".
Si tratta della prima opera in cui i debiti verso l'arte di Giorgione sono innegabili e dimostra il rinnovamento intrapreso dall'artista ormai settantenne, che inaugura la sua ultima fase produttiva, quella tonalista.
Nel 1797 la pala fu confiscata dagli invasori francesi e trasportata a Parigi. Risultando alquanto danneggiata e con diffusi rischi di distacco della pellicola pittorica fu restaurata dopo alcuni anni ed esposta nel Musée Napoleon solo nel 1807. Questo restauro comportò il trasporto su tela e le perdita di una fascia alla base e della parte superiore centinata. Dopo la restaurazione nel 1815 l'opera fu consegnata al conte Rosa, delegato del governo austriaco e venne deposita alle Gallerie dell'Accademia fino al 1817 prima del ritorno nella chiesa.

## Descrizione e stile
In una nicchia che sembra sfondare la parete sopra l'altare nella navata della chiesa, Bellini ambientò una sacra conversazione secondo uno schema ormai consolidato, con la Madonna col Bambino su un trono, un angelo musicante sul gradino e quattro santi disposti simmetricamente ai due lati: Pietro apostolo, Caterina d'Alessandria, Santa Lucia e Girolamo. Le figure sono intensamente concentrate, ma con pacata naturalezza.
Se l'impostazione generale non differisce molto da opere precedenti come la Pala di San Giobbe (come il catino absidale mosaicato), vi si leggono anche profonde novità, come le aperture laterali sul paesaggio, derivate da un'idea di Alvise Vivarini (nella perduta Pala dei Battuti già a Belluno), che infondono una maggiore luminosità alla scena, in grado di ammorbidire le forme, riscaldare l'atmosfera e generare una nuova armonia fatta di piani ampi, macchie cromatiche (nelle vesti) e toni pacatamente contemplativi. Si tratta dell'adesione di Bellini al tonalismo di Giorgione, resa palese, oltre che dai dati stilistici, anche da citazioni testuali, come le barbe sfumate dei due santi e le loro teste reclinate, che somigliano al san Giuseppe nella Sacra Famiglia Benson di Giorgione, o nella santa Caterina che è identica alla Madonna nella stessa opera giorgionesca.
Ma l'assimilazione di Bellini delle novità non è passiva, ma adattata con estrema coerenza al proprio stile, senza rinunciare ad esempio al gusto prettamente quattrocentesco dello studio preparatorio, della chiarezza prospettica e della nitidezza.
L'uovo che pende sulla testa di Maria rimanda alla creazione, citando forse la Pala di Brera di Piero della Francesca, mentre la lampada a cesendello appesa poco sotto richiama invece la Pala di San Zeno, di Mantegna.